# Sergio Asenjo
Sergio Asenjo Andrés (* 28. Juni 1989 in Palencia) ist ein spanischer Fußballspieler, der zuletzt bis Sommer 2023 bei Real Valladolid spielte.

## Karriere

### Verein
Sergio Asenjo galt zu Beginn seiner Karriere als eines der größten Torwart-Talente Spaniens und als designierter Nachfolger Iker Casillas von Real Madrid in der Nationalmannschaft. Sergio Asenjo begann in der Jugendmannschaft von Real Valladolid. Bereits mit 17 Jahren war er Stammtorwart in der Segunda División B, der 3. Liga Spaniens. Im Sommer 2007 wurde er als dritter Torwart in die erste Mannschaft geholt. Mit dieser Mannschaft hatte er im Alter von 18 Jahren sein Debüt in der ersten Liga, nachdem die ersten beiden Torhüter verletzungsbedingt ausfielen. Mittlerweile hat der eigentliche Ersatztorwart 13 Saisonspiele bestritten. Im Januar 2008 unterschrieb er einen deutlich verbesserten Profivertrag und stieg in der Torwartrangfolge auf Platz eins auf.
Asenjo wechselte zur Saison 2008/09 zu Atlético Madrid und hatte dort nach den Abgängen von Grégory Coupet und Leo Franco gute Aussichten auf einen Stammplatz. Nach verletzungsbedingtem Ausfall aufgrund eines Kreuzbandrisses übernahm jedoch der ebenfalls junge, neu zum Team gestoßene David de Gea seinen bis dahin unumstrittenen Stammplatz und verdrängte gleichzeitig Roberto zur Nummer 3. David de Gea blieb danach Stammtorwart, auch als Asenjo nach seiner Verletzung in den Kader zurückkehrte.
Zur Mitte der Saison 2010/11 verlieh Atlético Madrid Sergio Asenjo bis Saisonende an den Ligarivalen FC Málaga. Dort sollte er wieder Spielpraxis sammeln. Allerdings absolvierte Asenjo nur fünf Spiele, der Grund war ein erneuter Kreuzbandriss. Nach der Saison 2010/11 kehrte er zurück zu Atletico, musste sich aber zu Saisonbeginn hinter Thibaut Courtois und vor Joel mit der Rolle der Nummer 2 zufriedengeben.
Zur Saison 2013/14 wechselte Asenjo zunächst auf Leihbasis zum FC Villarreal, bevor er zur Saison 2014/15 fest verpflichtet wurde. Mit Villarreal erreichte er 2015/16 das Halbfinale der UEFA Europa League. Im Juli 2022 verließ der Spanier nach neun Jahren Villarreal und wechselte zu seinem ehemaligen Verein Real Valladolid. Sein Vertrag dort wurde Anfang September 2023 im gegenseitigen Einverständnis aufgelöst.

### Nationalmannschaft
Auch auf internationaler Ebene konnte Sergio Asenjo auf sich aufmerksam machen. Bei der U-17-Europameisterschaft 2006 holte er mit Spanien die Bronze-Medaille, 2007 mit der spanischen U-19 den Titel als Europameister. Im Halbfinale hielt er zwei Bälle im Elfmeterschießen gegen Frankreich, im Finale ließ er beim 1:0-Sieg über Griechenland keinen Gegentreffer zu.
Im März 2015 stand er erstmals im Kader des Nationalteams. Sein Debüt gab er im Mai 2016 im Testspiel gegen Bosnien-Herzegowina. Im November desselben Jahres stand er letztmals im Kader der Nationalmannschaft.

### Erfolge
- UEFA Europa League: 2010, 2012
- Dritter Platz bei der U-17-Europameisterschaft: 2006
- U-19-Europameisterschaft: 2007